# 黃淳
黃淳（1547年—1631年），字叔化，號鳴谷，廣東廣州府新會縣人，軍籍，明朝政治人物。

## 生平
隆庆元年（1567年）丁卯科廣東鄉試第二十五名，萬曆八年（1580年）庚辰科會試第六十三名，登三甲第一百二十一名進士。吏部觀政，本年授宁海县知县，因得罪上官，谢病归乡。晩年自号六柳先生，所著有《鸣山集》、《李杜或问》诸书，享年八十五。

## 家族
曾祖黃球；祖父黃正，曾任壽官；父黃繡，曾任壽官。母梁氏。永感下。兄黄孚（训导）、黄孳、黄學、黄文星（知县）、黄自性（卫经历）、弟黄厚。妻甘氏，子二。。